# جیم فن بوون
جیم فن بوون (انگلیسی: Jim Van Boven؛ زادهٔ ۸ اوت ۱۹۴۹) دوچرخه‌سوار اهل ایالات متحده آمریکا است. وی در بازی‌های المپیک تابستانی ۱۹۶۸ شرکت کرده است.